# AVUS
AVUS (Automobil-Verkehrs- und Übungs-Straße), åbnede i 1921 som verdens første motorvej og var frem til 1998 en racerbane beliggende i bydelen Charlottenburg i det vestlige Berlin. Banen var en kombineret racerbane og motorvej. Racerbanen bestod af to 9 km lange langsider (som også fungerede som motorvej) og to kurver, Südkurve og Nordkurve. AVUS hedder i dag A 115 og har europavejnummer E51.